# NGC 2411
NGC 2411 (również PGC 21315 lub UGC 3914) – galaktyka eliptyczna (E?), znajdująca się w gwiazdozbiorze Bliźniąt. Odkrył ją Édouard Jean-Marie Stephan 7 lutego 1885 roku. Tuż obok niej na niebie widoczna jest mniejsza galaktyka PGC 1555546.